# Station Prusice Wschód
Station Prusice Wschód is een spoorwegstation in de Poolse plaats Prusice.